# Уорралл, Джо
Джозеф Эдриан Уорралл (англ. Joseph Adrian Worrall; 10 января 1997) — английский футболист, центральный защитник клуба «Бернли».

## Клубная карьера
Уроженец Хакналла (Ноттингемшир), Джо является воспитанником футбольной академии клуба «Ноттингем Форест», за которую выступал с 2011 года. В январе 2016 года отправился в аренду в клуб Лиги 2 «Дагенем энд Редбридж». 9 января дебютировал за клуб в игре третьего раунда Кубка Англии против «Эвертона». 23 января 2016 года забил первый в своей профессиональной карьере гол в матче против «Ньюпорт Каунти».
Вернувшись из аренды, Уорралл дебютировал за «Форест» 29 октября 2016 года в матче против «Рединга». 
31 августа 2018 года отправился в сезонную аренду в шотландский клуб «Рейнджерс».  В сезоне 2018/19 провёл за «Рейнджерс» 22 матча в Премьершипе Шотландии.
После возвращения из аренды в «Рейнджерс» Уорралл стал ключевым игроком обороны «Ноттингем Форест» в команде Сабри Лямуши в сезоне 2019/20. В сезоне 2021/22 провёл 39 матчей в Чемпионшипе, помог команде занять четвёртое место и выйти в плей-офф, в котором «Форест» одержал победу и вышел в Премьер-лигу. Он был включён в символическую «команду сезона» в Чемпионшипе.
Перед началом сезона 2022/23 Уорралл был назначен капитаном «Ноттингем Форест». 6 августа 2022 года дебютировал в Премьер-лиге в матче против «Ньюкасл Юнайтед».

## Карьера в сборной
В мае 2017 года был вызван в сборную Англии до 20 лет на матчи предстоящего Тулонского турнира. Уорралл был капитаном англичан, сыграв на турнире четыре матча. Англичане выиграли турнир. В голосовании на звание лучшего игрока турнира Уорралл занял второе место, уступив Дэвиду Бруксу.
В октябре 2017 года дебютировал за сборную Англии до 21 года.

## Достижения

### Командные достижения
Ноттингем Форест
- Победитель плей-офф Чемпионшипа: 2022[13]

Сборная Англии (до 20 лет)
- Победитель Тулонского турнира: 2017

### Личные достижения
- Игрок сезона в «Ноттингем Форест»: 2020/21
- Член «команды года» в Чемпионшипе: 2021/22[8]